# Jomkipurski rat
Jomkipurski rat ili Listopadski rat (arap. حرب أكتوبر ili حرب تشرين; heb. מלחמת יום הכיפורים ili מלחמת יום כיפור) bio je rat u kojem je sudjelovala koalicija arapskih država predvođena Egiptom i Sirijom protiv Izraela od 6. do 25. listopada 1973.
Rat je počeo napadom arapske koalicije na područja pod izraelskim okupacijom na Jom kipur, najsvetiji židovski blagdan, koji je tog dana bio u vrijeme muslimanskog mjeseca Ramazana. Egipatske i sirijske snage pregazile su mirovna razgraničenja kako bi ušle na Sinajski poluotok i Golansku visoravan, koje je prethodno okupirao Izrael u Šestodnevnom ratu 1967. Tijekom rata SAD i SSSR masovno su opskrbljivali svoje saveznike, što je gotovo dovelo do sukoba dviju nuklearnih velesila.
Rat je počeo kada su egipatske snage uspješno pregazile Sueski kanal. Nakon prelaska mirovnog razgraničenja, egipatske snage praktično su bez otpora napredovale na Sinajski poluotok. Nakon tri dana, Izrael je mobilizirao glavninu snaga i uspio zaustaviti egipatsko napredovanje dovodeći ga u pat položaj. Sirijci su koordinirali svoj napad na Golansku visoravan kako bi se podudario s egipatskom ofenzivom, te su u početku uspjeli napravili opasna uzeća područja pod izraelskim nadzorom. No, u tri dana izraelske snage su odbacile Sirijce na početne linije mirovnog razgraničenja. Potom je uslijedio izraelski četverodnevni protunapad duboko u sirijskom području. U tjedan dana izraelsko je topništvo počelo bombardirati predgrađa Damaska. Kako se egipatski predsjednik Anvar Sadat počeo bojati za integritet svog saveznika, mislio je da će zauzimanje dva gorska prolaza na Sinaju ojačati njegov pregovarački položaj. Stoga je naredio snagama napad, koji je ubrzo bio odbačen. Potom su Izraelci napali pukotinu između dviju egipatskih armija, pregazili Sueski kanal i počeli polako napredovati južno i zapadno prema Kairu. Borbe su trajale tjedan dana s teškim gubitcima na obje strane.
Ubrzo je bio prekršen i sporazum o prekidu vatre ishođen posredovanjem UN-a 22. listopada. Obje su se strane međusobno optuživale za njegovo kršenje. Do 24. listopada izraelske snage poboljšale su položaj okružujući egipatsku Treću armiju i grad Suez. To je stvorilo napet odnos između SAD-a i SSSR-a. Kao ishod postignut je drugi sporazum o prekidu vatre 25. listopada, koji je okončao rat.
Ovaj rat imao je dalekosežne posljedice. Arapski svijet, koji je bio ponižen narušenim savezom Egipata, Sirije i Jordana u Šestodnevnom ratu, osjećao je psihološko dokazivanje u ranim uspjesima rata. U Izraelu je rat, unatoč impresivnim operacijskim i taktičkim postignućima na bojištu, doveo do priznanja da ne postoji jamstvo stalne vojne dominacije Izraela nad arapskim zemljama. Te promjene stvorile su uvjete za početak mirovnih pregovora. Sporazumom iz Camp Davida sklopljenim 1978., dogovoren je povrat Sinaja Egiptu te je uspostavljena normalizacija odnosa; prvi put je jedna arapska država priznala Izrael. Egipat je započeo odmicanje od SSSR-a, da bi konačno napustio sovjetsku sferu utjecaja.